# Афанасьев, Василий Сафронович
Василий Сафронович Афанасьев (1923—1989) — советский воин-артиллерист Великой Отечественной войны, Герой Советского Союза (10.04.1945). Старшина Советской Армии, подполковник милиции.

## Биография
Василий Афанасьев родился 19 июня 1923 года в посёлке Затобольск (ныне — город Тобыл, Костанайская область, Казахстан) в семье крестьянина. После окончания восьми классов работал электриком в Кустанайском автомобильном отряде. 
В марте 1943 года Афанасьев был призван на службу в Рабоче-крестьянскую Красную Армию Кустанайским городским военным комиссариатом. Первоначально проходил службу в 1840-м истребительно-противотанковом артиллерийском полку Резерва Главного Командования, получил специальности артразведчика и наводчика.
С июня 1943 года — на фронтах Великой Отечественной войны. Участвовал в Курской битве на Воронежском фронте, в которой едва не погиб: будучи контуженным, оказался засыпан землёй и был случайно обнаружен солдатами соседней части в то время, как его родственникам уже успели отправить «похоронку». Вскоре вернулся в строй, участвовал в битве за Днепр, боях на Лютежском плацдарме, Киевской, Житомирско-Бердичевской, Корсунь-Шевченковской операциях. Впоследствии полк был преобразован в 235-й гвардейский полк. В его составе Афанасьев участвовал в Львовско-Сандомирской операции в составе 1-го Украинского фронта.
К январю 1945 года гвардии старший сержант Василий Афанасьев командовал орудийным расчётом 235-го гвардейского истребительно-противотанкового артиллерийского полка 10-й отдельной гвардейской истребительно-противотанковой артиллерийской бригады 1-го Украинского фронта. Отличился во время Висло-Одерской операции.
С 12 по 24 января 1945 года расчёт Афанасьева с боями прошёл более 350 километров, несмотря на бездорожье и распутицу. Выйдя к Одеру, Афанасьев в ночь с 23 на 24 января, несмотря на огонь немецких войск, переправил своё орудие на руках по тонкому льду на захваченный плацдарм в районе современного Гольчовице (Польша). В течение нескольких последующих суток расчёт Афанасьева принимал участие в отражении нескольких атак противника, уничтожил четыре пулемётные точки и около 60 немецких солдат и офицеров. Всего в ходе Висло-Одерской операции расчёт Афанасьева уничтожил 7 немецких танков, а всего за время войны — 18.
Указом Президиума Верховного Совета СССР от 10 апреля 1945 года гвардии старший сержант Василий Афанасьев был удостоен высокого звания Героя Советского Союза с вручением ордена Ленина и медали «Золотая Звезда» за номером 8928.
В феврале 1945 года, находясь на фронте, вступил в ВКП(б). Участвовал в Берлинской и Пражской операциях, 9 мая 1945 года встретил в Праге. В 1946 году в звании гвардии старшины Афанасьев был уволен в запас, после чего вернулся в Кустанай. 
Работал воспитателем в Кустанайском ремесленном училище № 18, затем в отделах кадров Кустанайского мясокомбината и строительно-монтажного управления № 18 стройтреста № 2. В 1964—1984 годах служил в органах МВД, в управлении кадров УВД Кустанайского облисполкома МВД Казахской ССР, имел специальное звание подполковника милиции. В 1984 году вышел на пенсию, жил в городе Кустанай (ныне — Костанай). Умер 3 мая 1989 года.
Именем В. С. Афанасьева названа улица в Затобольске.

## Награды
- Герой Советского Союза (10.04.1945)
- Орден Ленина (10.04.1945)
- Орден Отечественной войны 1-й степени (11.03.1985)
- Орден Красной Звезды (25.08.1944)
- Орден Славы 3-й степени (5.03.1944)
- медаль «За отвагу» (27.01.1944)
- Ряд других медалей СССР
- Две медали иностранных государств
- Почётный гражданин города Кустанай (1975)
- Почётный гражданин посёлка Затобольск (1981)[1]